# Boîte aux lettres Nintendo
La Boîte aux lettres Nintendo, ou Itsu no ma ni kōkan nikki (いつの間に交換日記) au Japon, est une application de messagerie pour Nintendo 3DS. En Amérique du Nord, la application est intitulée Swapnote en anglais et Passelettre en français québécois.

## Historique

Logo japonais de la Boîte aux lettres Nintendo.

Elle est sortie le 22 décembre 2011 en Europe, en Australie et en Amérique du Nord et peut être téléchargée gratuitement via le Nintendo eShop, ou est pré-installée sur les consoles plus récentes. La Boîte aux lettres Nintendo est le successeur de l'application PictoChat sur Nintendo DS.
Le 31 octobre 2013, Nintendo a brusquement suspendu la fonctionnalité SpotPass vraisemblablement après un incident au Japon, où des mineurs ont partagé leurs codes ami avec des inconnus qui avaient exploité le service de messagerie pour échanger des images pornographiques. En outre, le service Notes spéciales, envoyé via SpotPass afin de promouvoir les jeux Nintendo, a également été suspendu. Nintendo a envoyé des excuses à ceux qui utilisaient l'application d'une manière responsable. Cette conséquence a aussi suspendu la fonction Flipnote Gallery : Amis pour l'application Flipnote Studio 3D le même jour.